# NGC 4918
NGC 4918 ist eine Galaxie vom Hubble-Typ S0-a im Sternbild der Jungfrau. Sie ist schätzungsweise 435 Millionen Lichtjahre von der Milchstraße entfernt.
Sie wurde im Jahr 1886 von Francis Preserved Leavenworth entdeckt.